# 莫慶
莫慶（1889年—1985年），香港已故足球界元老，南華體育會主要創辦人。中國足球史上首位國家隊領隊，並曾經兩度擔任香港足球總會主席。

## 生平
1904年，第一屆香港學界足球賽，是唯一有份上陣的華人學生。
1908年，與一班華人學生一同成立華人足球隊（南華體育會前身），並扮演領導角色。1910年，帶領「華南」隊擊敗「華東」隊，贏得第一屆全國運動會足球比賽。1913年，任中華民國國家足球隊領隊，到菲律賓參加第一屆遠東運動會足球比賽，成為中國足球史上首位國家隊領隊。
1920年代中擔任香港足球總會執委。1960年起擔任足總主席，至1964年敗於傅利沙（Norman Fraser）落選。1965年，莫慶擊敗傅利沙，再次擔任一屆足總主席。1970年代離開足總退休。1985年4月18日逝世。

## 個人著作
- 《南華體育會演進之憶述》（香港：出版商不詳，1970年）